# Хюккельхофен
Хю́ккельхофен (нем. Hückelhoven, лимб. Hukkelhaove) — город в Германии, в земле Северный Рейн-Вестфалия.
Подчинён административному округу Кёльн. Входит в состав района Хайнсберг. Население составляет 39 539 человек (на 2009 год). Занимает площадь 61,27 км². Официальный код — 05 3 70 020.

## Фотографии

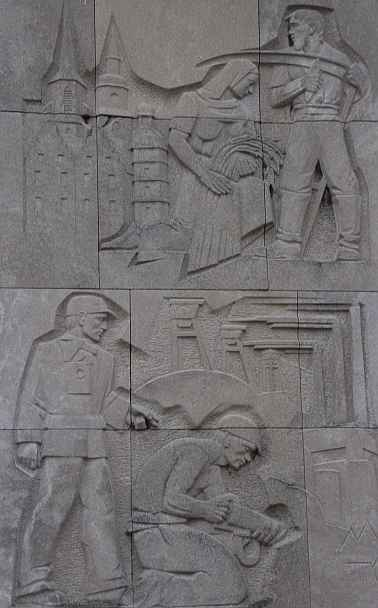
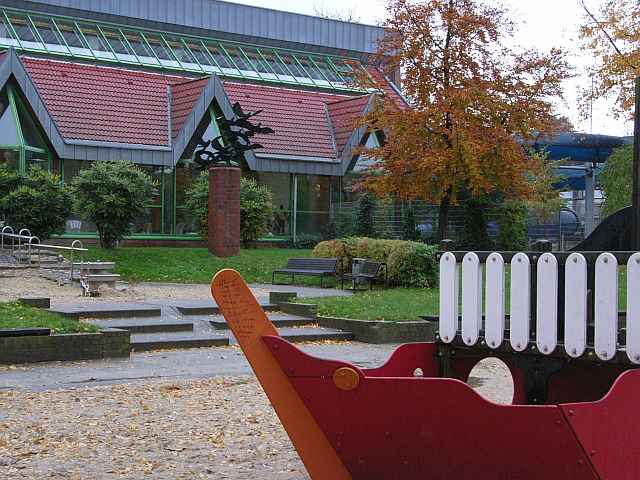